# 神田知宏
神田 知宏（かんだ ともひろ、1966年 - ）は、日本の弁護士（登録番号36014）。第二東京弁護士会所属。石川県出身。

## 来歴
一橋大学法学部卒業。IT系ベンチャー企業を立ち上げ、システムエンジニア、プログラミング、ウェブデザインに従事するほか、パソコン入門書を多数執筆。2007年に弁護士登録、小笠原六川国際総合法律事務所に入所。同年弁理士登録。
主な案件は2009年頃からはじめたインターネット関連紛争。2014年10月、米Google社に検索結果の削除義務を認めた日本初の裁判で原告側の代理人弁護士として関わる。インターネット削除分野では弁護士界でも有名な弁護士として知られており「著名判決の6割から7割は、神田知宏、清水陽平、中澤佑一の3人の弁護士で判決をとっている」と、弁護士法人港国際法律事務所は分析している。

## 主な著作
パソコン入門書は100点以上の著作がある。

### 単著
- 『ネット検索が怖い 「忘れられる権利」の現状と活用』（ポプラ新書、2015年）

### 共著
- 『ケース・スタディ ネット権利侵害対応の実務-発信者情報開示請求と削除請求』（清水陽平、中澤佑一との共著、新日本法規出版、2017年）